# Первичные радиобиологические процессы

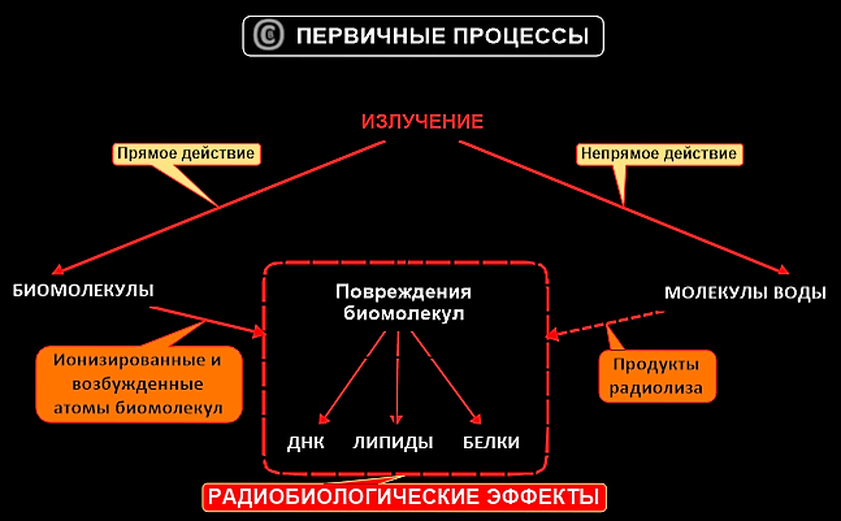
Прямое и непрямое действие излучения.

Первичные радиобиологические процессы протекают на физико-химическом этапе становления радиобиологических эффектов и включают в себя прямое и косвенное действие излучения, а также действие радиотоксинов.
Прямое действие — это непосредственное действие излучения на биологический объект, обусловленное ионизацией и возбуждением входящих в него атомов и состоит из поглощения энергии, образования метастабильных состояний, ведущих к появлению стабильных пораженных либо измененных биомолекул.
Косвенное действие осуществляется продуктами радиолиза воды, входящей во все живые системы.
Длительность первичных процессов 10−18 — 10−3 сек. Возможно использование радиомодификаторов.